# Голубович, Сидор Тимофеевич
Си́дор (Исидор) Тимофе́евич Голубо́вич (укр. Сидір (Ісидор) Тимофійович Голубович; 1873—1938) — украинский адвокат, доктор права, депутат парламента Австрии (от 1911) и Галицкого сейма (от 1913).

## Биография

Памятный знак премьеру ЗУНР Сидору Голубовичу, Тернополь, осень 2013

Сидор Тимофеевич Голубович родился 6 марта 1873 года в селе Товстеньке (укр. Товстеньке), ныне Чортковского района на Тернопольщине, в крестьянской семье.
Учился в народной школе в Копычинцах и гимназии города Тернополя. Окончил юридический факультет Львовского университета. Начиная с 1904 года жил и работал в Тернополе, возглавлял общество «Просвещение» и товарищество «Сокол», принимал активное участие в работе других украинских организаций, в издании журналов «Подольское слово» и «Подольский голос». В 1911 году избран депутатом парламента Австрии, а в 1913 году — и послом Галицкого сейма.
В начале Первой мировой войны находился в столице Австрии городе Вене, член Общего Украинского Совета (с мая 1915 г.); сотрудничал с Союзом освобождения Украины. Член Украинской парламентской репрезентации в 1916—1918 годах. Осенью 1915 года снова вернулся во Львов, где возглавил Украинский банк.
9 ноября 1918 Сидор Тимофеевич Голубович назначен в первом правительстве Западно-Украинской народной республики государственным секретарём судейства, являлся одним из авторов временной конституции и законов республики. С середины декабря, когда правительство находилось в Тернополе, возглавил его после отставки К. Левицкого. 3 января 1919 года утверждён Украинской Национальной Радой в Станиславе председателем Совета государственных секретарей, одновременно занимал пост государственного секретаря финансов, торговли и промыслов. Правительство под руководством С. Голубовича принимало важные меры для развития государства в условиях польско-украинской войны, однако в этой деятельности были и значительные просчёты.
С 9 июня 1919 года Голубович уполномоченный по внутренним делам Диктатора ЗУНР Евгения Петрушевича. Вместе с ним в ноябре этого же года уехал в Вену.
В 1924 году вернулся во Львов и возглавил Украинскую народно-трудовую партию. Участвовал в переговорах об учреждении Украинского национально-демократического объединения, однако вследствие различных обвинений в свой адрес, летом 1925 года был вынужден отойти от политической деятельности.
После отставки работал адвокатом, сначала во Львове, а с 1929 года — в Заложцах на Тернопольщине. Бывшие соратники Сидора Голубовича отношений с ним практически не поддерживали. Он даже так и не стал членом Союза украинских адвокатов (Союз Українських Адвокатів).
Сидор Тимофеевич Голубович скончался 12 января 1938 года и был похоронен на Лычаковском кладбище во Львове.

## Память
В 2008 году Национальный банк Украины выпустил памятную монету, посвящённую Сидору Голубовичу.